# SG Amsicora
SG Amsicora is een Italiaanse hockeyclub uit Cagliari.
Amsicora stamt uit 1897 en is daarmee een van de oudere hockeyclubs uit Italië. De zwart/groene club biedt herenhockey, jeugd en dameshockey aan. Zowel het eerste heren- als damesteam spelen op het hoogste Italiaanse niveau: de Serie A1.
De heren hebben twintigmaal het landskampioenschap (Scudetti) gewonnen en de vrouwen hebben viermaal het landskampioenschap gewonnen.